# 奇克洛瓦羅馬尼亞鄉
45°0′49″N 21°43′9″E / 45.01361°N 21.71917°E
奇克洛瓦羅馬尼亞鄉（羅馬尼亞語：Comuna Ciclova Română, Caraș-Severin），是羅馬尼亞的鄉份，位於該國西南部，由卡拉什-塞維林縣負責管轄，面積81平方公里，海拔高度291米，2007年人口1,600，人口密度每平方公里20人。